# Parambassis
Genre
Parambassis est un genre de poissons de la famille des Ambassidae.

## Liste des espèces

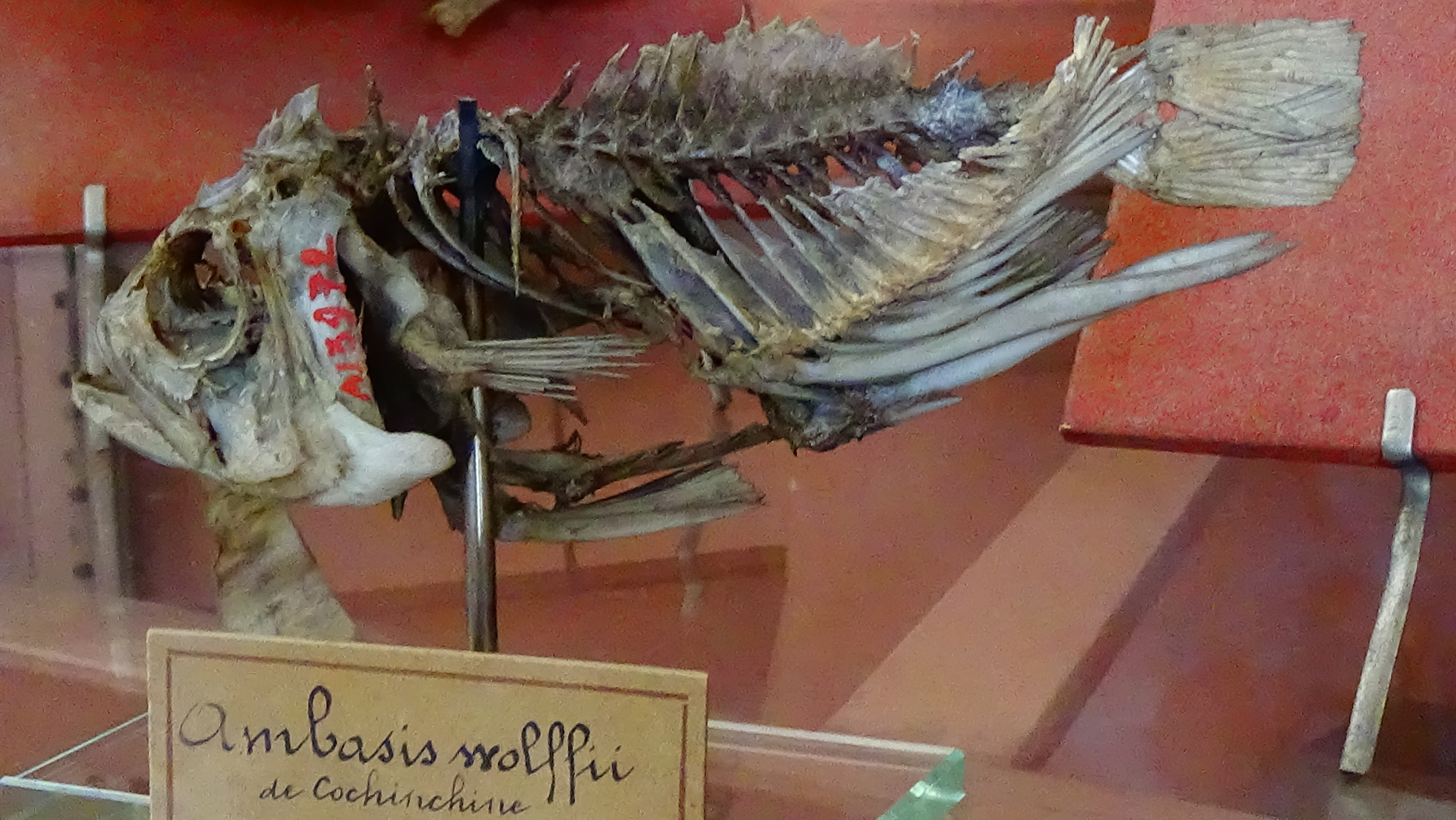
Parambassis wolffii (Ambassis wolffii) - squelette conservé au MNHN de Paris

- Parambassis altipinnis Allen, 1982.
- Parambassis apogonoides (Bleeker, 1851).
- Parambassis confinis (Weber, 1913).
- Parambassis dayi (Bleeker, 1874).
- Parambassis gulliveri (Castelnau, 1878).
- Parambassis lala (Hamilton, 1822).
- Parambassis macrolepis (Bleeker, 1857).
- Parambassis pulcinella Kottelat, 2003.
- Parambassis ranga (Hamilton, 1822).
- Parambassis siamensis (Fowler, 1937).
- Parambassis tenasserimensis Roberts, 1994.
- Parambassis thomassi (Day, 1870).
- Parambassis vollmeri Roberts, 1994.
- Parambassis wolffii (Bleeker, 1851).